# 片菅神社
片菅神社（かたすげじんじゃ）は、東京都三宅村 (三宅島) にある神社。
三宅島北東、周回道路である都道212号から外れて北に進んだ林の中に鎮座している。
式内社である片菅命神社（かたすが[げ]のみことじんじゃ）に比定されている。（ただし、他の論社として、御笏神社に合祀された勝祖(かつそ)神社（片菅命神社）や、后神社の境内社/境外社である若宮神社、東伊豆町片瀬の片菅神社なども挙げられている。）

## 祭神
- 片菅命（かたすげのみこと） - 事代主神（三島大明神）と后・佐伎多麻比咩命（御笏神社の祭神）の間の八王子の7番目の子「かたすげ」に比定[2][3][6]。